# 養由基
養 由基（よう ゆうき、拼音: Yǎng Yóujī、生没年未詳）は、春秋時代の楚の武将。姓は嬴、氏は養、諱は由基。弓の名人として知られる。

## 伝承
楚の荘王・共王に丈夫として仕え、射術の妙によって有名となる。その弓勢の強さは甲冑7枚を貫き、蜻蛉の羽根を射ることができ、また100歩離れて柳の葉を射て百発百中であったという。楚王はかつて白猿を飼い自分で射てみたが、白猿は飛んでくる矢を捕らえて戯れたので、養由基を召して射させることにした。養由基が弓をととのえて矢をつがえ、まだ発しないうちに白猿は泣き叫んで木にしがみついたという。また共王が戦に敗れたとき、養由基は殿（しんがり）をつとめ1本の矢で複数の兵を倒す妙技を発揮し、敵を近寄せなかったともいう。
現代では「百発百中」の故事とともに知られており、鄭問の漫画『東周英雄伝』24・「放言の神箭手」でその勇姿が描かれている。

## 伝記資料
- 『史記』周本紀
- 『左伝』
- 『尸子』
- 『漢書』枚乗伝
- 『淮南子』
- 『蒙求』上

### 関連作品
- 鄭問『東周英雄伝』
- 中島敦『名人伝』古の弓の名人として名が挙げられる。